# Sąd (zm. 1255)
Sąd Dobiesławowic z rodu Odrowążów (zm. w 1255) – komes, kasztelan wojnicki, kasztelan krakowski.

## Życiorys
Syn Dobiesława, bratanek biskupa krakowskiego Iwona Odrowąża. Miał brata Saula i syna Dobiesława.
Sąd w 1236 roku pieczętował dokument, dotyczący prebendy w Szańcu, a w 1239 – dotyczący darowizny Wrocieryża. Pełnił funkcje dygnitarskie komesa, kasztelana wojnickiegoi kasztelana krakowskiego. 
W 1243 poparł Konrada mazowieckiego.
Sąd był protoplastą dwóch rodów szlacheckich pieczętujących się herbem Odrowąż; Konieckich i Dębińskich.